# Petosiris (Hohepriester)
Petosiris, Padiwesir auch Anchefenchonsu genannt, Sohn des Sischu und der Neferrenpet, lebte in der zweiten Hälfte des 4. Jahrhunderts v. Chr., in der Übergangszeit von der Achämeniden- zur Ptolemäerdynastie in Ägypten. Bei dem altägyptischen Hohepriester Petosiris handelt es sich nicht um den bekannten Astrologen Petosiris.

## Karriere
Er war königlicher Schreiber, Lesonis und Hohepriester des Thot von Hermopolis Magna. Darüber hinaus hielt er zahlreiche Priestertitel im Dienste der Gottheiten Sachmet, Chnum, Amun-Re und Hathor. In einer autobiographischen Inschrift in seinem Grab rühmt er sich, die brachliegenden Tempel insbesondere in seiner siebenjährigen Amtszeit als Lesonis wieder eingerichtet zu haben.

## Das Grab des Petosiris
Petosiris ist besonders durch das Grab bekannt, das er sich in Tuna el-Gebel, der Nekropole von Hermopolis Magna, errichten ließ. Die Architektur des Grabes ist einem Tempel mit Pronaos nachempfunden. Das Grab ist darüber hinaus für seine Darstellungen von Alltagsszenen im griechisch-ägyptischen Mischstil bekannt. Griechische Graffiti belegen, dass das Grab des später als Heiligen verehrten Petosiris von Kranken aufgesucht wurde, um wieder geheilt zu werden. Der für seine bunten Glaseinlagen bekannte Sarg des Petosiris befindet sich heute im Ägyptischen Museum in Kairo.

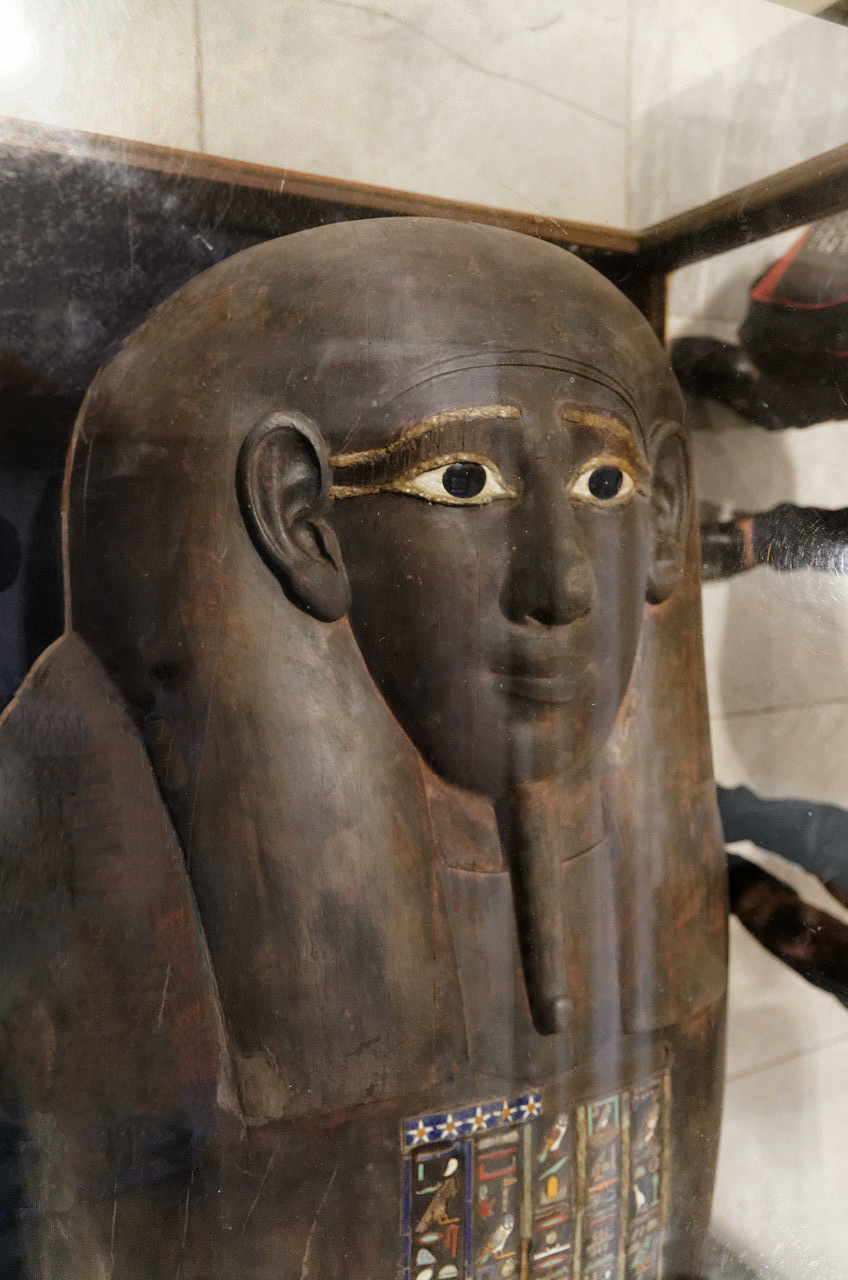
Sarkophag von Petosiris